# (3787) Aïvazovski
Pour les articles homonymes, voir Aïvazovski.
(3787) Aïvazovski est un astéroïde de la ceinture principale.

## Description
(3787) Aïvazovski est un astéroïde de la ceinture principale. Il fut découvert le 11 septembre 1977 à Naoutchnyï par Nikolaï Tchernykh. Il présente une orbite caractérisée par un demi-grand axe de 2,85 UA, une excentricité de 0,13 et une inclinaison de 12,1° par rapport à l'écliptique.

## Compléments